# Kabelkopfstelle
Eine Kabelkopfstelle (auch Kabelkopfstation oder kurz Kopfstelle; englisch Cable television headend) ist ein Teil eines Breitbandkabelnetzes und dient zur Einspeisung sämtlicher im entsprechenden Netz verfügbaren Signale. Breitbandkabelnetze zur Verteilung von Hörfunk- und Fernsehprogrammen (analog und digital) sind in Baumstruktur aufgebaut. Am Stamm dieses Baumes befindet sich die Kabelkopfstelle.

## Technischer Aufbau

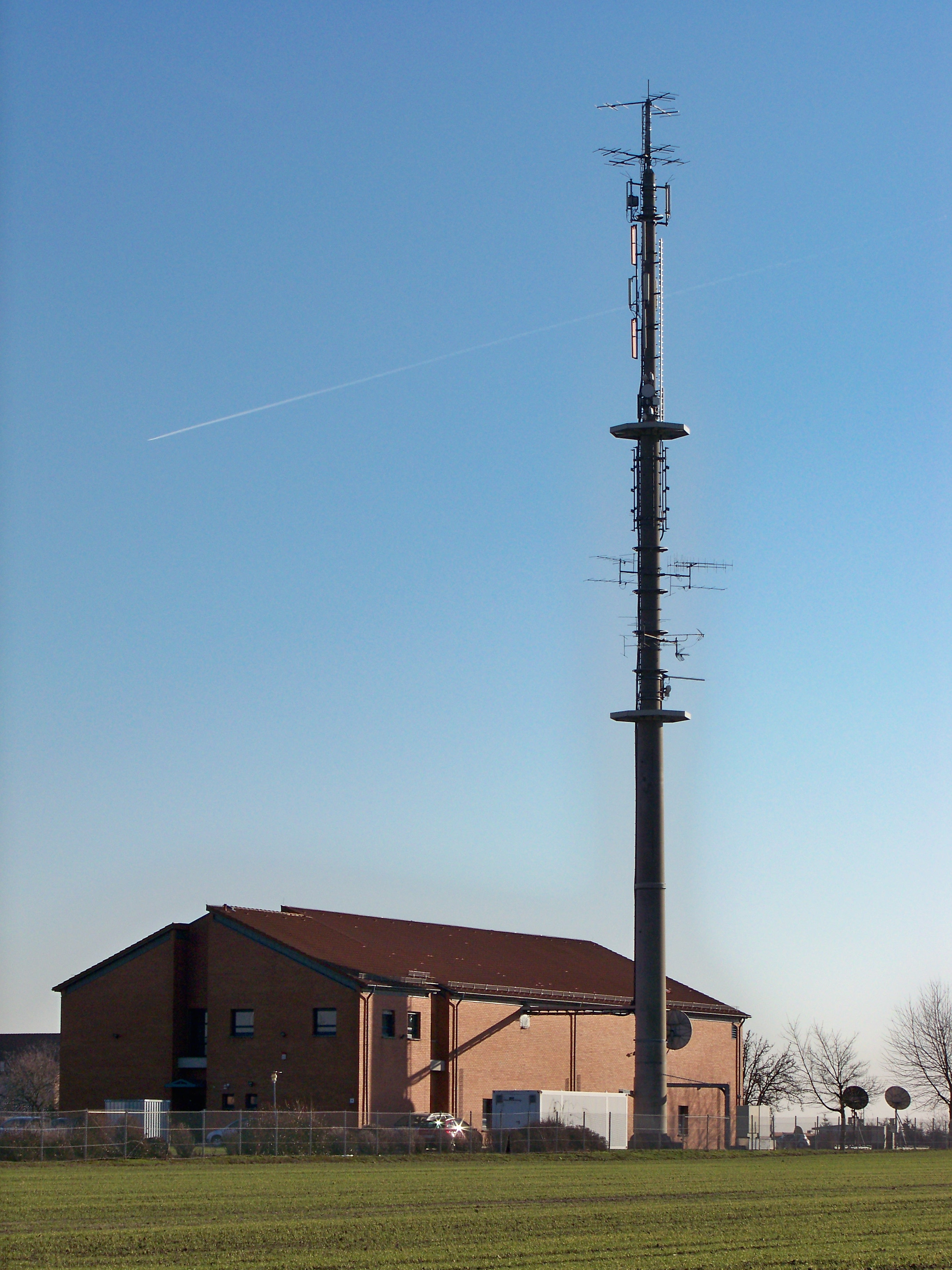
Antennenanlage und Kabelkopfstelle in Eilenburg

Eine Kabelkopfstelle kann in verschiedenen Größen aufgebaut sein, von der kleinen Anlage für Mehrfamilienhäuser bis zur Versorgung mehrerer Städte, Landkreise und Bezirke, also bis zu mehreren Hunderttausend Wohneinheiten. Sie befindet sich in der Rangordnung der Netzebenen im Kabelnetz an Ordnungsnummer 2, auch als NE2 bekannt.
Innerhalb der Kabelkopfstation werden die empfangenen Signale vom Satelliten (digital) oder der terrestrischen Antenne (digital) in einen Frequenzbereich von 47 oder 87,5 bis 862 MHz umgewandelt, so dass der Teilnehmer im Kabelnetz die Programme entsprechend auf seinen Endgeräten wie Fernsehgerät mit Digitalempfang, Set-Top-Box für Digitalempfang oder Rundfunkempfänger für UKW-Empfang wiedergeben kann. Außerdem können in der Kopfstelle weitere Signale für bidirektionale Dienste wie Internet oder Telefonie (Triple Play) im Vorweg (Downstream) beigemischt und aus dem Rückkanal (Upstream) empfangen werden.
Eine Station besteht im Prinzip:
- aus einer Antennenanlage, die terrestrische und von Satelliten übertragene Programme empfängt,
- aus einer Empfängersektion, in der alle notwendigen Empfangsgeräte zusammengefasst sind, und
- aus Senderbaugruppen, die die von den Empfängern gelieferten einzelnen Signale auf Trägerwellen aufmodulieren und in die Stammleitung des Netzes zur Weiterverbreitung einspeisen.

Eine Kabelkopfstelle kann man mit einer Großgemeinschaftsantennenanlage vergleichen. Mit der terrestrischen Antennenanlage werden mit Hilfe von mehreren Richtantennen mit hohem Antennengewinn die in einer Region einfallenden terrestrischen Programme (UKW-Rundfunk und Fernsehprogramme) empfangen. Aus diesem Grund werden Kabelkopfstellen meist an topographisch günstigen Standorten errichtet, z. B. auf Bergen oder hohen Gebäuden. Die Satellitenprogramme werden von ein oder mehreren großen Parabolantennen aufgefangen und zumeist mit Kanalumsetzer in den Frequenzbereich bis 862 MHz umgesetzt oder den entsprechenden Satellitenreceivern direkt zugeführt. Die Parabolspiegel sind sehr groß dimensioniert, um auch bei ungünstigsten Wetterverhältnissen immer einen qualitativ hochwertigen Empfang zu gewährleisten.
Immer häufiger werden die Kabelkopfstellen durch Playoutcenter in Verbindung mit Lichtwellenleiter ersetzt, da so die Störanfälligkeit bei z. B. Starkregen gemindert und die Flexibilität erhöht werden kann.

## Aufmodulation
Für jedes eingespeiste Programm wird ein eigener Empfänger und eine eigene Sendeeinheit am Ausgang der Station benötigt. Die UKW-Hörfunkprogramme werden in der Regel im herkömmlichen UKW-Rundfunkbereich zwischen 87,5 und 108 MHz in der üblichen Frequenzmodulation (FM) ins Netz eingespeist, so dass sie mit den normalen UKW-FM-Receivern empfangen werden können. Dabei werden die Programme aber nicht auf den Frequenzen weiterübertragen, auf denen sie empfangen wurden, sondern ihnen werden Frequenzen zugewiesen, die nur für ein Kabelnetz gelten.
Die Fernsehprogramme, welche von Netzbetreiber über Netzwerke wie ATM, terrestrisch oder von Satelliten empfangen werden, werden analog in üblichen Fernsehnormen wie PAL eingespeist. Zusätzlich werden digitale Fernsehübertragungsverfahren wie DVB-C eingesetzt, welche speziell auf die Besonderheiten von Kabelnetzen ausgelegt sind. Terrestrisch empfangene digitale Fernsehprogramme in DVB-T oder Satellitenprogramme in DVB-S werden in der Kabelkopfstation auf DVB-C mittels einer sogenannten Transcodierung umgesetzt.
Um Störungen im Netz zu vermeiden, muss der Frequenzaufteilung besondere Aufmerksamkeit gewidmet werden. In Kabelnetzen spielen als Störquelle vor allem die durch die Breitbandverstärker ausgelösten Intermodulationen zwischen verschiedenen Kanälen eine Rolle.

## Pilotfrequenzen
Um an den Übergabepunkten der Kunden konstante Signalpegel zu gewährleisten, werden von der Kopfstation auf mindestens zwei Frequenzen in der Nähe des unteren und oberen Frequenzbandendes unmodulierte Trägerwellen (Pilottöne) mitgesendet. Deren Pegel werden in den verschiedenen Zwischenverstärkerstationen ausgewertet und regeln die Verstärkungen so nach, dass am entferntesten Übergabepunkt ein stabiler Mindestpegel zur Verfügung steht. Somit können die temperatur- und frequenzbedingten Dämpfungsschwankungen der Übertragungskabel ausgeglichen werden.

## Rückkanaltauglichkeit
Die Kabelnetze sind auch in der Lage, Signale von den Endverbrauchern zur Kopfstation zu übertragen. Hierbei werden Frequenzen zwischen 3 MHz bis 68 MHz genutzt, konkrete Werte sind je nach Kabelnetzbetreiber verschieden. Die Verstärkerstationen müssen hierzu rückkanaltauglich sein und über Frequenzweichen verfügen. Solche rückkanalfähigen Kabelnetze können auch für Telefonie (VoC) und Kabelinternet genutzt werden. In Deutschland, der Schweiz und Österreich sind die meisten Kabelnetze rückwegtauglich.